# ダヴィッド・ポルセリーン
ダヴィッド・ポルセライン（David Porcelijn, 1947年1月7日 - ）は、オランダの指揮者、作曲家。
アフトカルスペレンの生まれ。ハーグ音楽院で作曲、指揮とバロック・フルートの奏法を学ぶ。1974年に現代音楽専門の合奏団、アンサンブルMを立ち上げて1978年まで活動した。1991年にシドニー・オペラを振って好評を博し、1992年にネーデルランド・オペラを指揮してミュンヘン・ビエンナーレの最優秀オペラ指揮者に選出された。1992年から2001年までタスマニア交響楽団の音楽監督を務め、1993年から2003年までアデレード交響楽団の首席指揮者を兼務。1994年にはノース・オペラでジュゼッペ・ヴェルディの《オベルト》を指揮してイギリス・デビューを飾った。その後、ベオグラード放送交響楽団の首席指揮者を経て、2010年から南ユトランド交響楽団の首席指揮者を務める。
作曲家としては、ヴィオラとコントラバスの為の協奏交響曲や交響的レクイエム等が知られる。

## 註
| スタブアイコン | サブスタブ | この項目は、まだ閲覧者の調べものの参照としては役立たない、音楽関係者（バンド等）に関連した書きかけの項目です。この項目を加筆・訂正などしてくださる協力者を求めています（P:音楽/PJ:芸能人）。 |